# Ardeuil-et-Montfauxelles
Ardeuil-et-Montfauxelles [aʁdœj e mɔ̃foksɛl] ist eine französische Gemeinde mit 79 Einwohnern (Stand: 1. Januar 2022) im Département Ardennes in der Region Grand Est. Sie gehört zum Arrondissement Vouziers und zum Kanton Attigny. 

## Geographie
Das Flüsschen Alin (manchmal auch Allin geschrieben) durchquert das Gemeindegebiet.
Nachbargemeinden sind Marvaux-Vieux im Norden, Séchault im Osten, Bouconville und Fontaine-en-Dormois im Südosten, Gratreuil im Südwesten und Manre im Westen.

## Bevölkerungsentwicklung
| Jahr      | 1962 | 1968 | 1975 | 1982 | 1990 | 1999 | 2008 | 2015 |
| --------- | ---- | ---- | ---- | ---- | ---- | ---- | ---- | ---- |
| Einwohner | 143  | 120  | 91   | 89   | 91   | 76   | 88   | 72   |

## Sehenswürdigkeiten

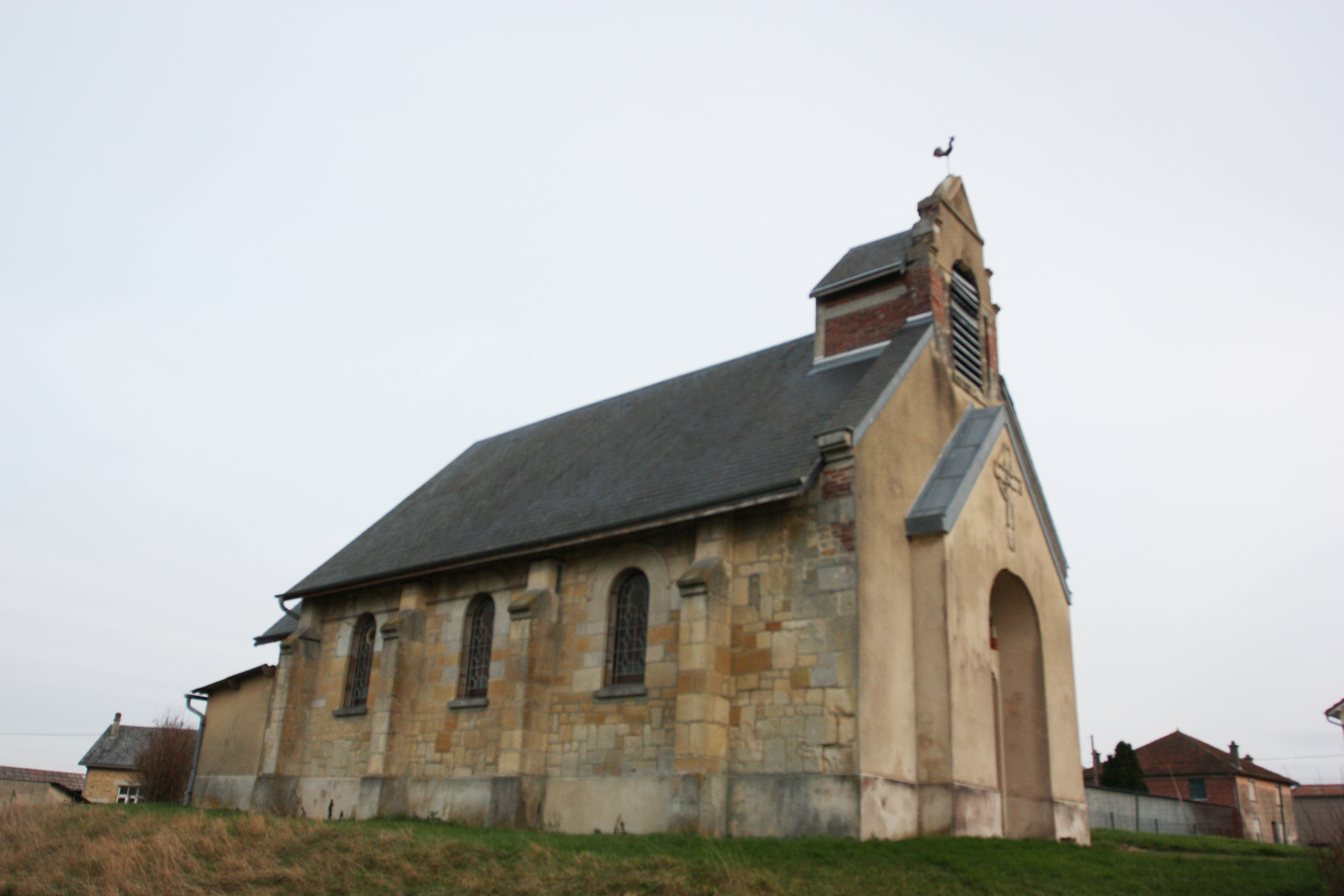
Kirche Notre-Dame

- Kriegerdenkmal
- Kirche Notre-Dame